# Liste der Baudenkmale in Tespe
In der Liste der Baudenkmale in Tespe sind alle Baudenkmale der niedersächsischen Gemeinde Tespe (Landkreis Harburg) aufgelistet. Stand der Liste das Jahr 2014.

## Allgemein
In den Spalten befinden sich folgende Informationen:
- Lage: die Adresse des Baudenkmales und die geographischen Koordinaten. Kartenansicht, um Koordinaten zu setzen. In der Kartenansicht sind Baudenkmale ohne Koordinaten mit einem roten Marker dargestellt und können in der Karte gesetzt werden. Baudenkmale ohne Bild sind mit einem blauen Marker gekennzeichnet, Baudenkmale mit Bild mit einem grünen Marker.
- Bezeichnung: Bezeichnung des Baudenkmales
- Beschreibung: die Beschreibung des Baudenkmales. Unter § 3 Abs. 2 NDSchG werden Einzeldenkmale und unter § 3 Abs. 3 NDSchG Gruppen baulicher Anlagen und deren Bestandteile ausgewiesen.
- ID: die Objekt-ID des Baudenkmales
- Bild: ein Bild des Baudenkmales, ggf. zusätzlich mit einem Link zu weiteren Fotos des Baudenkmals im Medienarchiv Wikimedia Commons. Wenn man auf das Kamerasymbol klickt, können Fotos zu Baudenkmalen aus dieser Liste hochgeladen werden:

## Avendorf
| Lage                                          | Bezeichnung | Beschreibung | ID       | Bild           |
| --------------------------------------------- | ----------- | ------------ | -------- | -------------- |
| Elbuferstraße 8 53° 22′ 50″ N, 10° 27′ 35″ O  | Grenzsteine |              | 35360130 | Weitere Bilder |
| Elbuferstraße 44 53° 23′ 13″ N, 10° 27′ 19″ O | Schule      |              | 26961853 | BW             |
| Elbuferstraße 74 53° 23′ 18″ N, 10° 26′ 48″ O | Scheune     |              | 26961838 | BW             |

## Bütlingen
| Lage                                             | Bezeichnung   | Beschreibung                                                                         | ID       | Bild |
| ------------------------------------------------ | ------------- | ------------------------------------------------------------------------------------ | -------- | ---- |
| Am Mühlenberg 1 53° 22′ 15″ N, 10° 24′ 35″ O     | Bauernhaus    | Inschriften am Giebel: „CARSTEN GRUBEN ANNA MARGRETA GRUBENS ANNO 1748 DEN 21 IUNI“. | 26961823 |      |
| Bütlinger Straße 28 53° 22′ 16″ N, 10° 24′ 54″ O | Schweinestall |                                                                                      | 39928181 | BW   |
| Bütlinger Straße 28 53° 22′ 15″ N, 10° 24′ 54″ O | Bauernhaus    |                                                                                      | 26961808 | BW   |
| Bütlinger Straße 38 53° 22′ 18″ N, 10° 24′ 40″ O | Schule        |                                                                                      | 26961793 |      |
| Im Rehmen/Ortsweg 1 53° 22′ 10″ N, 10° 24′ 40″ O | Bauernhaus    |                                                                                      | 26961763 | BW   |
| Im Rehmen 9 53° 22′ 15″ N, 10° 24′ 36″ O         | Scheune       |                                                                                      | 26961748 |      |

## Tespe
| Lage                                                     | Bezeichnung               | Beschreibung | ID       | Bild |
| -------------------------------------------------------- | ------------------------- | ------------ | -------- | ---- |
| Am Deich 2 53° 23′ 37″ N, 10° 25′ 40″ O                  | Bauernhaus                |              | 26962047 | BW   |
| Elbuferstraße 131 53° 23′ 39″ N, 10° 25′ 22″ O           | Wohn-/ Wirtschaftsgebäude |              | 26961717 | BW   |
| Elbuferstraße 131 53° 23′ 40″ N, 10° 25′ 21″ O           | Speicher                  |              | 26962062 | BW   |
| Elbuferstraße 169 53° 24′ 8″ N, 10° 24′ 40″ O            | Scheune                   |              | 26961702 | BW   |
| Elbuferstraße 174 53° 24′ 12″ N, 10° 24′ 39″ O           | Bauernhaus                |              | 26961687 | BW   |
| Elbuferstraße 177 53° 24′ 13″ N, 10° 24′ 33″ O           | Bauernhaus                |              | 26962032 | BW   |
| Elbuferstraße 188 53° 24′ 23″ N, 10° 24′ 14″ O           | Wohn-/ Wirtschaftsgebäude |              | 26962092 | BW   |
| Lüneburger Straße 53° 24′ 8″ N, 10° 24′ 44″ O            | Gedenkstätte              |              | 26961958 | BW   |
| Lüneburger Straße 33 53° 23′ 38″ N, 10° 24′ 42″ O        | Wohnhaus                  |              | 26961943 | BW   |
| Lüneburger Straße 42 53° 23′ 38″ N, 10° 24′ 40″ O        | Wohnhaus                  |              | 26961913 | BW   |
| Lüneburger Straße 62 + 62 a 53° 23′ 27″ N, 10° 24′ 49″ O | Wohnhaus                  |              | 26961883 | BW   |

## Ehem. Baudenkmale

### Bütlingen
| Lage                                             | Bezeichnung         | Beschreibung                                                                     | ID | Bild |
| ------------------------------------------------ | ------------------- | -------------------------------------------------------------------------------- | -- | ---- |
| Bütlinger Straße 48 53° 22′ 22″ N, 10° 24′ 45″ O | ehemaliges Amtshaus | 2013 durch Feuer zerstört und wieder errichtet. Nach Feuer aus Liste gestrichen. |    |      |

### Tespe
| Lage                                              | Bezeichnung | Beschreibung                                      | ID | Bild |
| ------------------------------------------------- | ----------- | ------------------------------------------------- | -- | ---- |
| Elbuferstraße 118 53° 25′ 8″ N, 10° 21′ 37″ O     | Scheune     | Gestrichen 30. Januar 2004                        |    | BW   |
| Lüneburger Straße 94 53° 23′ 16″ N, 10° 24′ 59″ O | Wohnhaus    | nicht mehr im Denkmalatlas verzeichnet (02.10.21) |    | BW   |
| Lüneburger Straße 44 53° 23′ 37″ N, 10° 24′ 40″ O | Wohnhaus    | nicht mehr im Denkmalatlas verzeichnet (02.10.21) |    | BW   |
| Lüneburger Straße 39 53° 23′ 36″ N, 10° 24′ 44″ O | Wohnhaus    | nicht mehr im Denkmalatlas verzeichnet (02.10.21) |    | BW   |
| Elbuferstraße 211 53° 24′ 29″ N, 10° 23′ 52″ O    | Bauernhaus  | nicht mehr im Denkmalatlas verzeichnet (02.10.21) |    | BW   |
| Elbuferstraße 208 53° 24′ 28″ N, 10° 23′ 55″ O    | Bauernhaus  | nicht mehr im Denkmalatlas verzeichnet (02.10.21) |    | BW   |
| Elbuferstraße 210 53° 24′ 29″ N, 10° 23′ 53″ O    | Bauernhaus  | Durch Feuer zerstört.                             |    | BW   |
| Elbuferstraße 210 53° 24′ 28″ N, 10° 23′ 52″ O    | Räucherkate | Abgebrochen.                                      |    | BW   |

## Quelle
- Baudenkmalliste des Landkreises Harburg (Stand: 5. Juni 2014)
- Beschreibung im Denkmalatlas Niedersachsen